# 유부녀의 탄생
《유부녀의 탄생》은 2016년 12월 9일부터 12월 23일까지 SBS 플러스에서 방영된 드라마이다.

## 등장 인물

### 주요 인물
- 이준혁 : 철수 역
- 윤승아 : 영희 역

### 그외 인물들
- 성병숙 : 영희 모 역
- 박충선 : 영희 부 역
- 양영조 : 철수 부 역
- 문천식 : 팀장님 역
- 김재화 : 부동산중개인 / 웨딩플래너 / 가구판매원 역
- 서송희 : 송희 역
- 이세영 : 세영 역
- 유소영 : 소영 역

### 특별출연
- 이미영 : 철수 모 역
- 정상훈 : 메이크업 Bobbi Black 역
- 송재희 : 영희 첫사랑 역